# Кокковасилии
Кокковасилии — армянская знатная семья в Византии, давшая в XII — XIII веках ряд полководцев и наместников фем.

## Основание династии
Кокковасилии являлись потомками Васил Гоха, происходящего из рода Камсаракан, или даже его приемного сына Васила Тга. В 1117 году, последний, после смерти отца, был пленен бывшим союзником Васил Гоха  Балдуином Буржским. Находясь в плену, Васил Тга под пытками был вынужден согласиться на передачу княжества при условии свободного ухода армянского населения в Киликию. Как сообщает Матеос Урхаеци, после того как Тга отрекся от княжества он отправился в Константинополь, где был встречен весьма почетно императором, как и войска, которые его сопровождали. Его потомки, известные позднее как Кокковасилии, дали ряд известных византийских полководцев.
Потомки Васила Тга были в армии Мануил I в 1160 году. Киннам характеризует их как вассалов империи. Одного из Кокковасилиев он же указывает в числе командиров, посланных в 1167 году на войну с венграми.

## Представители династии
- Васил Гох — армянский князь, правитель княжества Ефратес[3]
- Баграт Камсаракан (или Панкратий) — армянский князь, правитель Равендана. Брат Васил Гоха[3].
- Васил Тга — армянский князь. Правитель ближневосточного армянского княжества Ефратес. Приемный сын Васил Гоха. Основатель знатного армянского рода[3]